# Louis Farrakhan

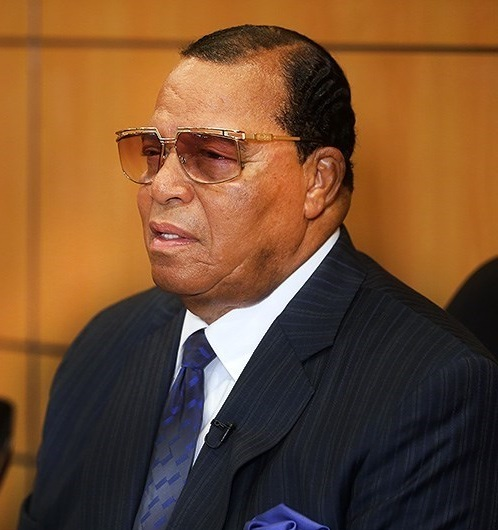
Louis Farrakhan im Februar 2016

Louis Farrakhan (* 11. Mai 1933 in New York City als Louis Eugene Walcott) ist seit 1977 US-amerikanischer Führer der afroamerikanischen religiös-politischen Bewegung Nation of Islam. 

## Leben
Farrakhan wurde unter dem Namen Louis Eugene Walcott im New Yorker Stadtteil Bronx geboren und wuchs in der West Indian community (Roxbury section) in Boston, Massachusetts, auf. Seine Mutter, Sarah Mae Manning, immigrierte in den 1920er Jahren von St. Kitts und Nevis; sein Vater, Percival Clarke, war ein jamaikanischer Taxifahrer aus New York. In Boston besuchte er die Boston Latin School und die English High School (letztere absolvierte er). Anschließend besuchte er das Winston-Salem Teachers College in North Carolina. Er trat zunächst als Calypsosänger unter dem Namen The Charmer auf. 1955 trat er unter dem Einfluss von Malcolm X der Nation of Islam bei und ersetzte seinen Nachnamen Walcott durch ein X – ein üblicher Brauch der Nation of Islam. Das „X“ steht für den unbekannten afrikanischen Namen, der im Zuge der Sklaverei verloren ging. Von Elijah Muhammad, dem damaligen Kopf der Bewegung, bekam er später den Namen Abdul Haleem Farrakhan.
Farrakhan war zunächst Prediger im Temple No. 11 in Boston und von 1965 bis 1972 Nachfolger von Malcolm X im Temple No. 7 in New York. Nach dem Tod Elijah Muhammads übernahm zunächst dessen Sohn Wallace Muhammad die Führung der Bewegung. Louis Farrakhan wurde „Sonderbotschafter“ der World Community Al-Islam in the West (WCIW), wie die Nation of Islam inzwischen heißt. 1977 verließ Farrakhan die WCIW und verkündete 1981 die Second Resurrection (zweite Auferstehung) der Nation of Islam auf der Basis der Lehren Elijah Muhammads. Von den Mitgliedern der Nation of Islam wird Louis Farrakhan mit dem Ehrentitel The Honorable angeredet und als National Representative of Elijah Muhammad angesehen.
1984 unterstützte er den Bürgerrechtler Jesse Jackson in seinem erfolglosen Versuch, US-Präsident zu werden, 2008 lobte er wiederholt Barack Obama, der sich allerdings deutlich von Farrakhan distanzierte. Aufgrund des Militäreinsatzes in Libyen wandte er sich allerdings von Obama ab. Anfang Mai 2019 wurde vom Unternehmen Facebook die Website von Farrakhan dauerhaft gesperrt.
Farrakhan ist verheiratet und hat neun Kinder.

## Ideologie und Kritik
In zahlreichen Interviews und Reden propagierte Farrakhan seine rassistische und antisemitische Ideologie. Farrakhan propagierte nachdrücklich die Rassentrennung: Schwarze und Weiße sollten in den USA friedlich zusammenleben, allerdings getrennt voneinander. Die Schuld an der jahrhundertelangen Unterdrückung der angeblich „überlegenen schwarzen Minderheit“ gibt er „jüdischen Blutsaugern“. Aufgrund dessen wurde er 1984 von einem Vertreter der jüdischen Organisation B’nai B’rith mit Adolf Hitler verglichen. Diesen Vergleich wies er aber zurück. 2012 behauptete er, Juden würden „die Medien“ kontrollieren, fragte, ob die räumliche Nähe des United States Holocaust Memorial Museum in Washington, D.C. zum Gebäude der Federal Reserve Bank ein Zufall wäre; laut dem Koran seien Juden das gewalttätigste Volk der Erde. Daraufhin setzte ihn das Simon Wiesenthal Center auf seine Liste der zehn prominentesten Antisemiten und Israel-Hasser der Welt. 2018 wurde er aufgrund seiner Ausfälle gegen Juden in diesem Jahr vom Simon Wiesenthal Institut auf Platz zwei der schlimmsten antisemitischen Vorfälle des Jahres gewählt.
1986 wurde ihm als persona non grata die Einreise nach Großbritannien verboten, ungeachtet verschiedener Versuche, dieses Verbot anzufechten. Farrakhan war Initiator, Organisator und Redner beim Millionen-Mann-Marsch 1995 in Washington. 1996 wurde ihm der Internationale Gaddafi-Preis für Menschenrechte verliehen. Den libyschen Diktator Gaddafi hat Farrakhan wiederholt bis zu dessen Sturz 2011 als Vorbild für Afrika und die Dritte Welt gepriesen, ebenso Simbabwes Diktator Robert Mugabe.
Seit 2010 empfiehlt Farrakhan den Mitgliedern der Nation of Islam, die Lehre von Scientology (Dianetik) zu studieren. Die Nation of Islam hat über 1000 nach Scientology-Ideologie ausgebildete Auditoren.

## Einzelbelege
1. ↑  Southern Poverty Law Center: Louis Farrakhan
2. ↑  Welt.de: Facebook sperrt Konten von ultrarechten Kommentatoren
3. ↑  2012 Top Ten Anti-Semitic/Anti-Israel Slurs. (PDF; 886 kB) Simon Wiesenthal Center, 31. Dezember 2012, S. 4–5, archiviert vom Original am 19. März 2013; abgerufen am 13. Mai 2018 (englisch).
4. ↑  Juliane Wetzel: Farrakhan, Louis (Haleem Abdul) [geboren als Louis Eugene Walcott]. In: Wolfgang Benz (Hrsg.): Handbuch des Antisemitismus. Bd. 2: Personen. De Gruyter Saur, Berlin 2009, ISBN 978-3-598-44159-2, S. 221 (abgerufen über De Gruyter Online).
5. ↑  Minister Farrakhan rebuts fraudulent “Judaism is a Gutter Religion” canard. Nation of Islam, 22. Dezember 1997, abgerufen am 13. Mai 2018 (englisch).
Adrienne Woltersdorf: Portrait: Der alte Separatist des schwarzen Islam. In: die tageszeitung. 27. Februar 2007, abgerufen am 13. Mai 2018.
6. ↑  Benjamin Weinthal: Wiesenthal ranks top 10 anti-Semites, Israel-haters. In: Jerusalem Post. 28. Dezember 2012, abgerufen am 13. Mai 2018 (englisch).
7. ↑  Simon Wiesenthal Center (Hrsg.): 2018 Top Ten Worst Global Anti-Semitic Incidents. 2018, S. 2 (wiesenthal.com [PDF]). 2018 Top Ten Worst Global Anti-Semitic Incidents (Memento vom 28. Dezember 2018 im Internet Archive)
8. ↑  Ashahed M. Muhammad: Nation of Islam Auditors graduation held for third Saviours’ Day in a row. In: The Final Call. 28. Februar 2013, abgerufen am 3. Mai 2018 (englisch).

| Personendaten    | Personendaten                                      |
| ---------------- | -------------------------------------------------- |
| NAME             | Farrakhan, Louis                                   |
| ALTERNATIVNAMEN  | Walcott, Louis Eugene                              |
| KURZBESCHREIBUNG | amerikanischer Führer der Bewegung Nation of Islam |
| GEBURTSDATUM     | 11. Mai 1933                                       |
| GEBURTSORT       | New York City                                      |